# Skarb amudarski

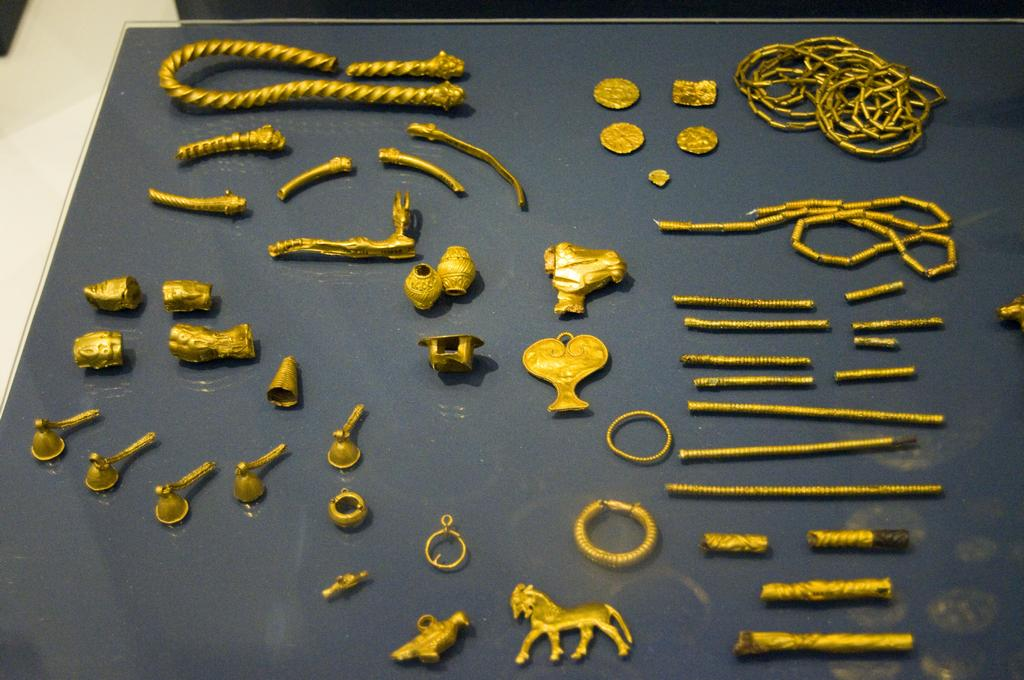
Przedmioty wchodzące w skład skarbu na ekspozycji w British Museum

Skarb amudarski (ang. Oxus Treasure) – zespół złotych i srebrnych przedmiotów z okresu achemenidzkiego (VI–IV w. p.n.e.), odkryty w 1877 roku nad brzegami Amu-darii (starożytny Oksus). Znajduje się w zbiorach Muzeum Brytyjskiego.
Skarb odnaleziony został w 1877 roku przez okolicznych wieśniaków w mule i piachu naniesionym po wylewie Amu-darii na dzisiejszym pograniczu tadżycko-afgańskim, niedaleko Tacht i-Kuwad, w pobliżu połączenia rzek Wachsz i Pandż. Kontekst archeologiczny jest niejasny. Dokładna zawartość znaleziska w momencie odkrycia nie jest znana, gdyż znalazcy wiele przedmiotów przetopili. W 1880 roku skarb nabyli kupcy zmierzający z Azji Centralnej do Indii. W okolicach Peszawaru na karawanę napadli rozbójnicy, rozpędził ich jednak stacjonujący w pobliżu ze swoim oddziałem angielski kapitan Francis Charles Burton, któremu w podzięce odsprzedano złotą bransoletę z gryfami. Po dotarciu na miejsce kupcy spieniężyli skarb w Rawalpindi. Tamtejsi handlarze, w celu podniesienia wartości towaru, przypuszczalnie dołączyli wówczas do skarbu inne nienależące doń oryginalnie przedmioty. Kilka lat później wieść o znalezisku dotarła do londyńskiego antykwariusza Augustusa Wollastona Franksa, który odkupił skarb i przekazał go do zbiorów Muzeum Brytyjskiego.
Na skarb składa się ponad 170 przedmiotów z metali i kamieni szlachetnych: naczynia, broń, biżuteria, plakietki wotywne, figurki i modele rydwanów, a także około 1500 monet o różnej proweniencji i datacji. Oprócz przedmiotów będących wyrazem tradycyjnej perskiej sztuki dworskiej widoczne są przykłady scytyjskiego stylu zwierzęcego oraz sztuki greckiej i baktryjskiej. Jest to jeden z najcenniejszych tego typu zabytków z okresu achemenidzkiego. Zbiór został przypuszczalnie zgromadzony na dworze satrapy baktryjskiego, najprawdopodobniej były to przedmioty ze skarbca świątynnego.

## Galeria

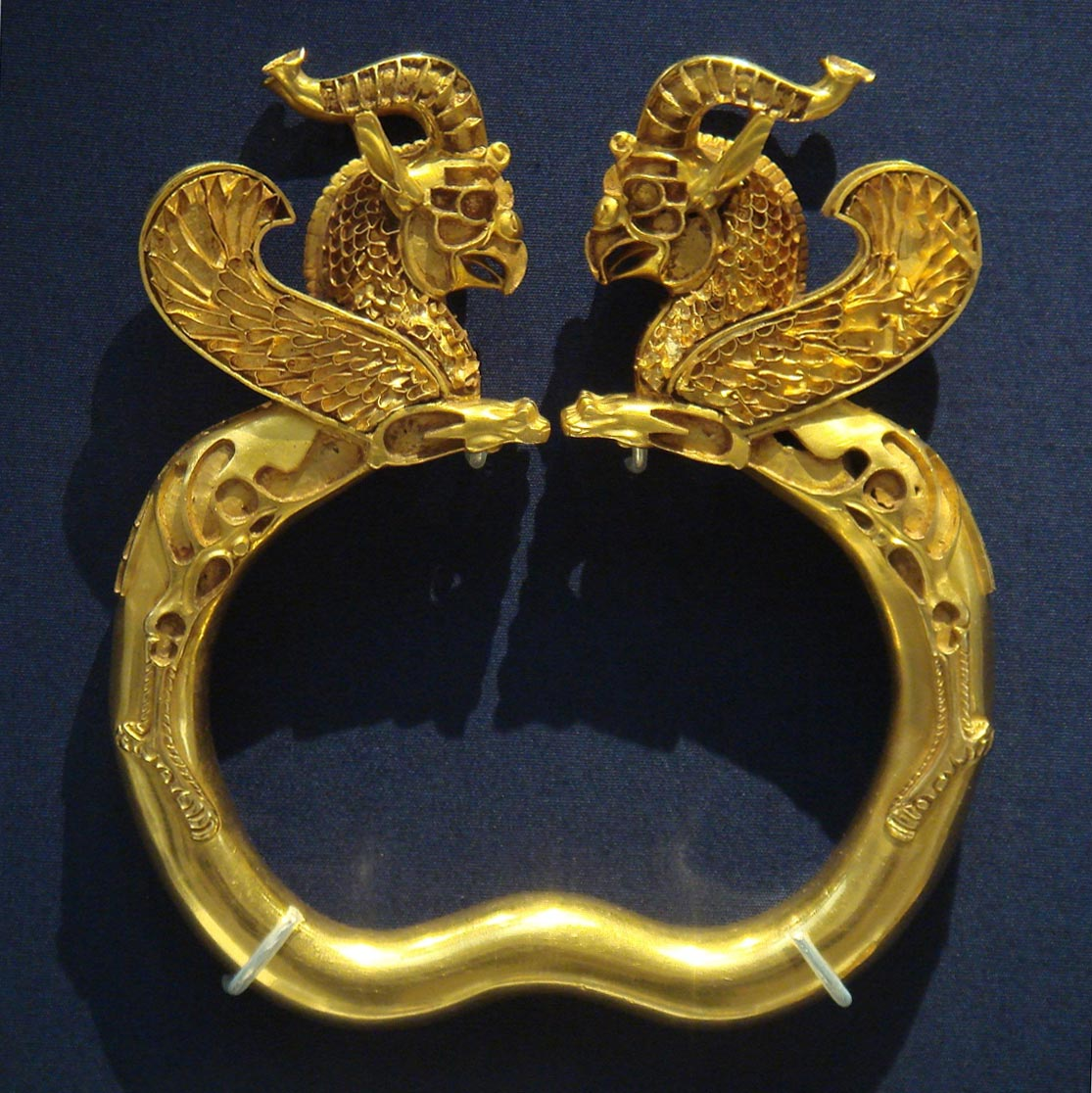
Bransoleta z gryfami
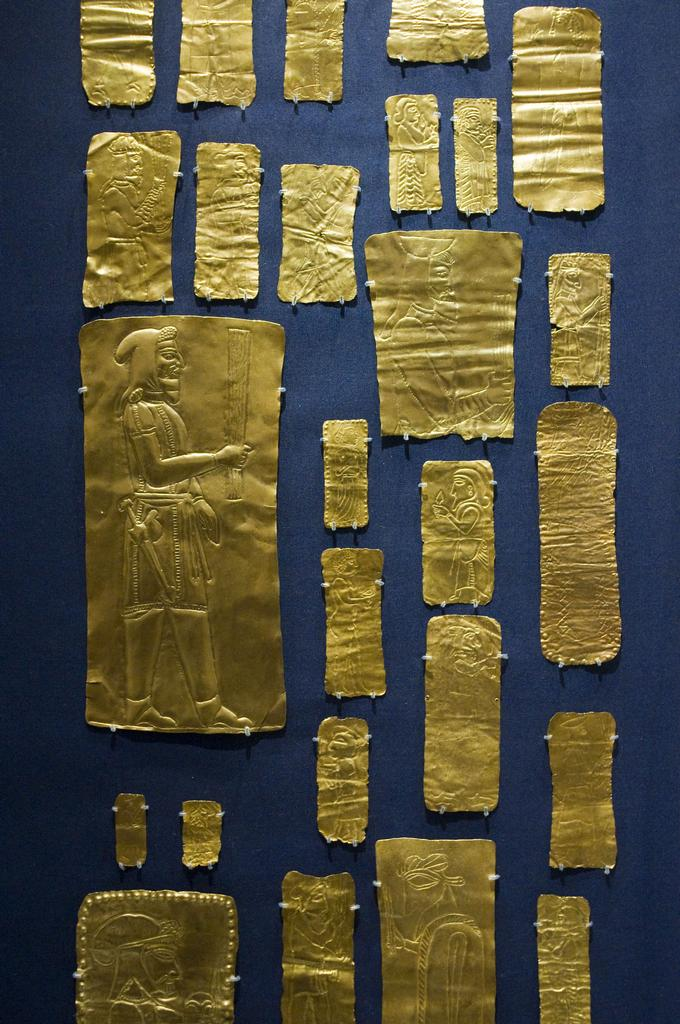
Plakietki wotywne
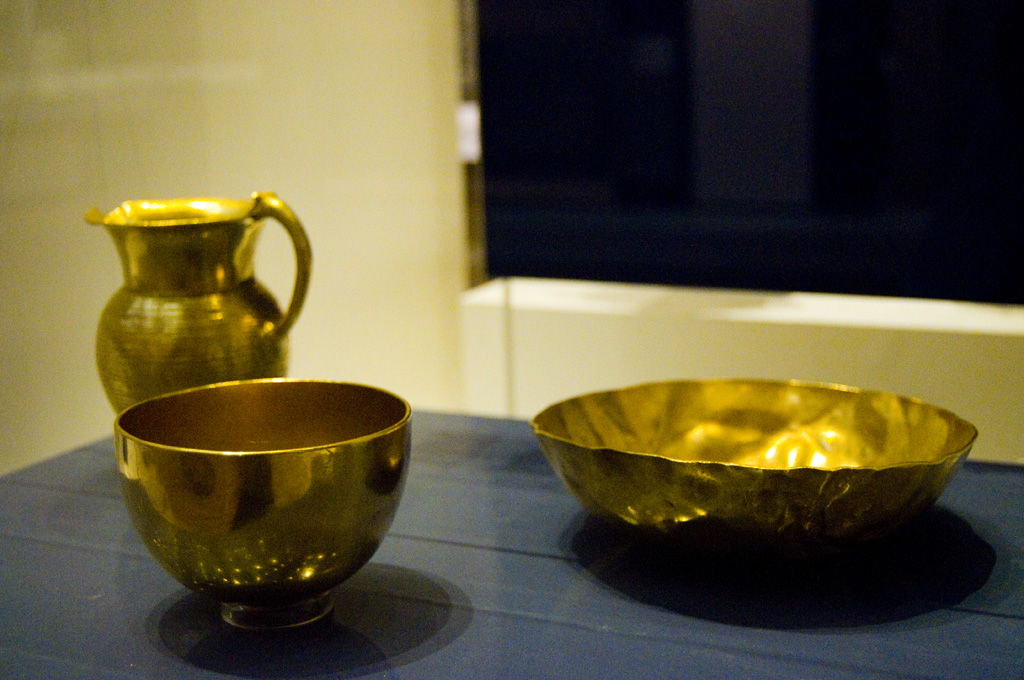
Złote naczynia
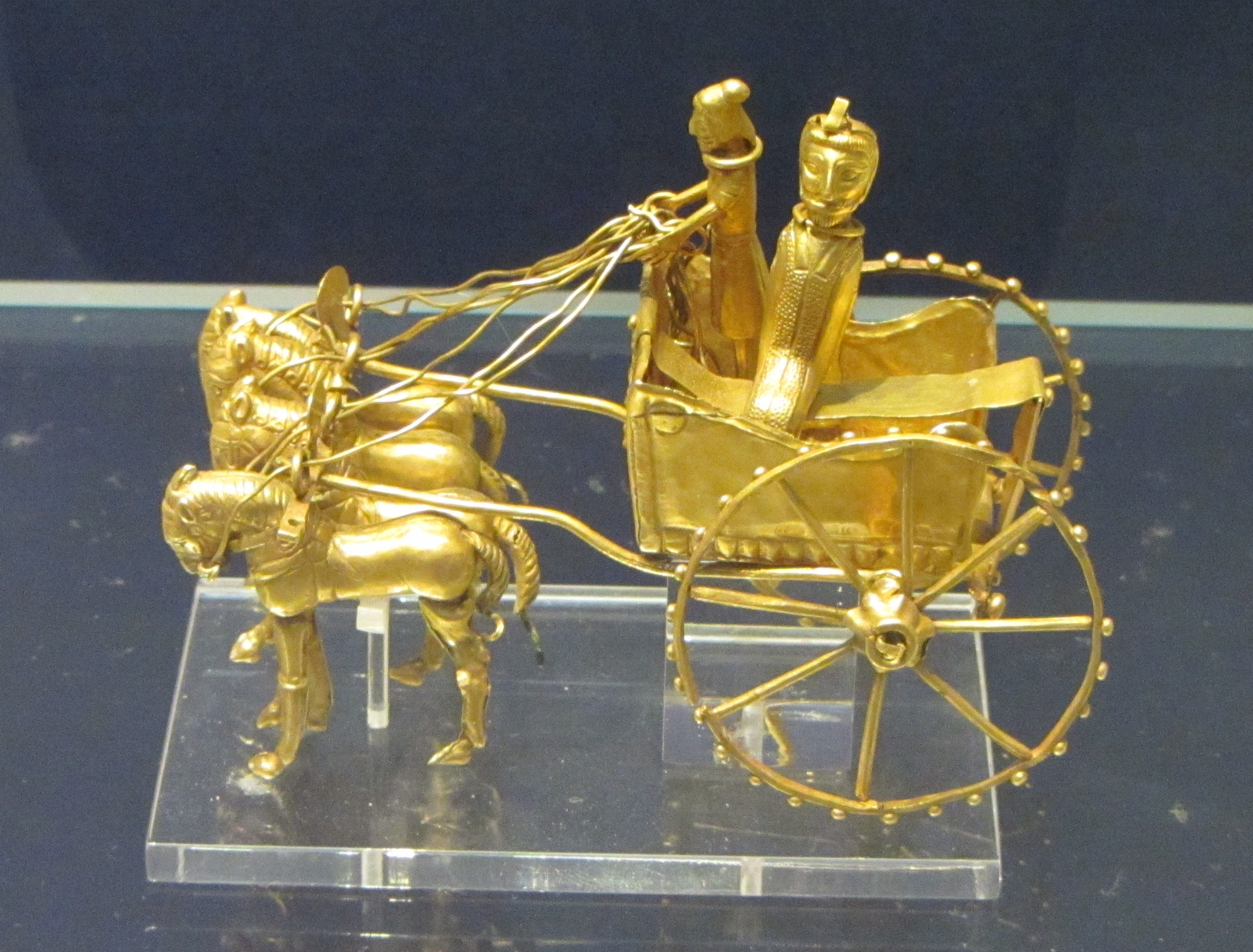
Model rydwanu
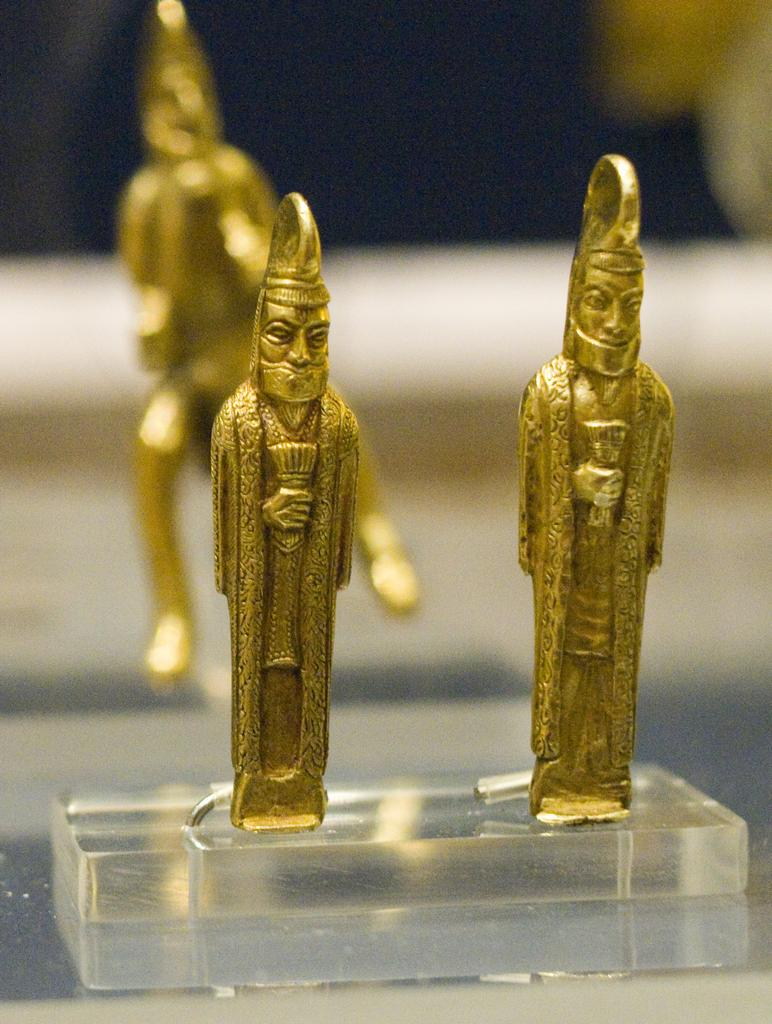
Złote figurki